# Anton Wilhelm von Zuccalmaglio

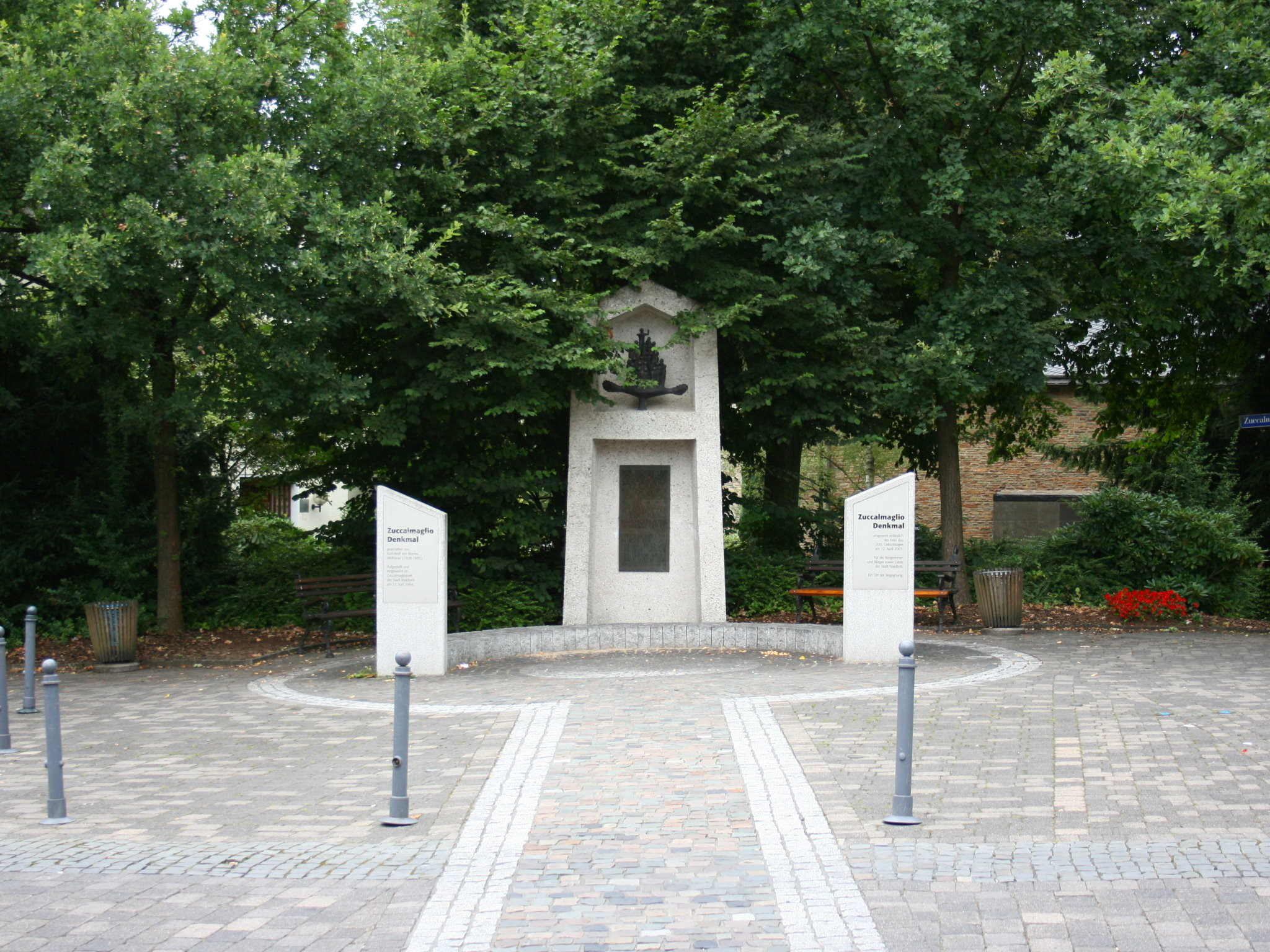
Đài tưởng niệm Zuccalmaglio, Waldbröl.

Anton Wilhelm Florentin von Zuccalmaglio (12 tháng 4 năm 1803 – 23 tháng 3 năm 1869) là một nhà phương ngữ học, nhà nghiên cứu văn hóa dân gian, nhà sưu tập dân ca, nhà thơ và nhà soạn nhạc người Đức. Ông sinh ra ở Waldbröl, trong một gia đình có sáu anh chị em. Cha ông tên là Jakob Salentin von Zuccalmaglio, là một chính trị gia và luật gia, còn mẹ ông là Clara Deycks. Em trai của ông, Vinzenz Jakob von Zuccalmaglio, là một nhà văn và nhà thơ thành danh. Tổ tiên của gia tộc Von Zuccalmaglio là người Ý, đã định cư ở vùng Công giáo Rheinland của Đức trong nhiều thế kỷ. 
Bài hát "Kein schöner Land in dieser Zeit" đã được ông xuất bản với tên Abendlied vào năm 1840. Đây là một trong nhiều bài hát nằm trong tập hợp Volkslieder (dân ca) do ông sưu tầm.
Ông qua đời tại Haus Nachrodt, gần Altena.